# Zbigniew Czendlik
Zbigniew Jan Czendlik (* 6. září 1964 Brenná, Polsko), řečený Zibi, je římskokatolický kněz polské národnosti působící v České republice a děkan lanškrounský. Je inkardinován do katovické arcidiecéze. Od března 2025 zastává též post člena Rady Českého rozhlasu.

## Život
Pochází z polských Beskyd. Má dva bratry a jednu sestru, která se přes nesouhlas rodičů stala řádovou sestrou a stará se o dlouhodobě nemocné v Dortmundu. Teologická studia absolvoval v Katovicích a Varšavě. Po jejich skončení byl v roce 1989 vysvěcen na kněze a poté působil v polském Chořově.
V roce 1992 byl vyslán do Čech a první rok strávil jako farní vikář náchodské farnosti a administrátor excurrendo farnosti Studnice (obojí od 1. července 1992). Poté odešel do Lanškrouna, kde se stal od 1. září 1993 farním vikářem zdejší farnosti (jakož i administrátorem excurrendo ve farnostech Luková a Žichlínek) a od 1. října 1993 administrátorem. V roce 1997 se mu podařilo dokončit opravu kostela svatého Václava, který byl v době jeho příchodu do Lanškrouna zchátralý. V roce 2005 se mu po několikaletém úsilí podařilo zahájit provoz Rodinného dětského domova v Žichlínku (pro dvě pěstounské rodiny) v prostorách zrekonstruované fary a její nově vybudované přístavby. V roce 2008 byl jmenován děkanem (farářem) lanškrounské farnosti.
Účinkoval v televizních pořadech Bolkoviny (2004), Krásný ztráty (2005), Uvolněte se, prosím (2009) a Máme rádi Česko (2014). Jako moderátor se objevil v pořadech Uchem jehly (2011) a U Pastýře (2011). Je mediálně známý zejména kvůli přátelským vztahům s řadou lidí z oblasti politiky a šoubyznysu (např. promluvil i na pohřbu se státními poctami zpěváka Karla Gotta v katedrále sv. Víta, Vojtěcha a Václava na Pražském hradě dne 12. října 2019).
V březnu 2017 se rozhodl kandidovat do Rady Českého rozhlasu. V prvním kole volby v červnu 2017 sice neuspěl, ale postoupil do kola druhého. V něm však nakonec zvolen nebyl. Znovu kandidoval v březnu 2025, tentokrát byl Senátem PČR zvolen ve druhém kole volby (získal 32 z 56 hlasů), když porazil bývalého ředitele Radiožurnálu Miroslava Konvalinu (získal 23 hlasů). Mandát mu započal dne 28. března 2025.
Je aktivním sportovcem; dříve hrával fotbal, později přešel na golf.

## Dílo
- CZENDLIK, Zbigniew; ZAHRADNÍKOVÁ, Markéta: Postel hospoda kostel, Argo, 2016, ISBN 978-80-25719-18-3 – Kosmas Cena čtenářů v rámci cen Magnesia Litera